# Willy Niethammer
Wilhelm Niethammer (* 18. Mai 1914 in Oberndorf am Neckar; † 14. März 1991 ebenda) war ein deutscher Politiker (SPD).

## Werdegang
Niethammer wurde 1914 als Sohn eines Arbeiters in Oberndorf am Neckar geboren. Seit 1949 gehörte er dem Gemeinderat der Gemeinde Bochingen, nach der Gemeindereform für einige Jahre dem Stadtrat von Oberndorf am Neckar, an. 1978 wurde ihm der Ehrenring der Stadt Oberndorf am Neckar verliehen. Niethammer war Betriebsratsvorsitzender.
Bei der Landtagswahl in Baden-Württemberg 1964 zog er im Wahlkreis Rottweil als Abgeordneter in den Landtag von Baden-Württemberg ein, 1968 gelang ihm der Einzug über das Zweitmandat, sodass Niethammer dem Landtag bis 1972 angehörte. 1972 wurde ihm dafür das Bundesverdienstkreuz 1. Klasse, 1981 die Verdienstmedaille des Landes Baden-Württemberg verliehen.

## Ehrungen
- 1972: Bundesverdienstkreuz 1. Klasse
- 1978: Ehrenring der Stadt Oberndorf am Neckar
- 1981: Verdienstmedaille des Landes Baden-Württemberg